# Palermo (New York)
Palermo è un comune (town) degli Stati Uniti d'America nella contea di Oswego nello Stato di New York. La popolazione era di 3,664 persone al censimento del 2010. Il comune prende il nome dall'omonima città di Palermo in Sicilia.
Il comune di Palermo si trova nella zona centrale della contea, ad est di Fulton.

## Geografia fisica
Secondo lo United States Census Bureau, ha un'area totale di 40,8 miglia quadrate (106 km²).

## Storia
Il primo colono permanente arrivò intorno al 1803. La città di Palermo venne creata nel 1832 per distacco dal comune di Volney.

## Società

### Evoluzione demografica
Secondo il censimento del 2000, c'erano 3,686 persone.

### Etnie e minoranze straniere
Secondo il censimento del 2000, la composizione etnica della città era formata dal 97,86% di bianchi, lo 0,38% di afroamericani, lo 0,54% di nativi americani, lo 0,19% di asiatici, lo 0,05% di altre razze, e lo 0,98% di due o più etnie. Ispanici o latinos di qualunque razza erano lo 0,49% della popolazione.